# 太田敦士
太田 敦士（おおた あつし、1978年3月20日 - ）は、宮城県仙台市出身の元プロ野球選手（投手）。

## 来歴・人物
小学3年の時にボーイズリーグに入り、5年生の時に全国大会で準優勝する。仙台高校では2年夏に県大会ベスト4、3年夏もやはり準決勝で優勝した仙台育英高に敗れる。2年夏のベスト4進出の際、他チームのエースが仙台育英・金村秀雄、東北高・嶋重宣、仙台工・櫻井幸博と高卒プロ入りする面々であったことから注目されると1995年ドラフト4位でオリックス・ブルーウェーブに入団。同校初のプロ野球選手となった。カーブやスライダーを武器とした。
1999年に初の一軍登板を果たすも、2000年に現役引退。その後はいくつかの仕事を経て、整体を習得するためにカラダファクトリーへ入り、店長やエリアマネージャーを歴任して株式会社ファクトリージャパングループ専務取締役となる。

## 詳細情報

### 年度別投手成績
| 年 度     | 球 団      | 登 板 | 先 発 | 完 投 | 完 封 | 無 四 球 | 勝 利 | 敗 戦 | セ 丨 ブ | ホ 丨 ル ド | 勝 率 | 打 者 | 投 球 回 | 被 安 打 | 被 本 塁 打 | 与 四 球 | 敬 遠 | 与 死 球 | 奪 三 振 | 暴 投 | ボ 丨 ク | 失 点 | 自 責 点 | 防 御 率 | W H I P |
| --------- | ---------- | ----- | ----- | ----- | ----- | -------- | ----- | ----- | -------- | ----------- | ----- | ----- | -------- | -------- | ----------- | -------- | ----- | -------- | -------- | ----- | -------- | ----- | -------- | -------- | ------- |
| 1999      | オリックス | 2     | 0     | 0     | 0     | 0        | 0     | 0     | 0        | --          | ----  | 12    | 2.1      | 2        | 0           | 4        | 0     | 0        | 1        | 0     | 0        | 1     | 1        | 3.86     | 2.57    |
| 通算：1年 | 通算：1年  | 2     | 0     | 0     | 0     | 0        | 0     | 0     | 0        | --          | ----  | 12    | 2.1      | 2        | 0           | 4        | 0     | 0        | 1        | 0     | 0        | 1     | 1        | 3.86     | 2.57    |

### 記録
- 初登板：1999年4月28日、対大阪近鉄バファローズ5回戦（グリーンスタジアム神戸）、7回表に4番手として救援登板、1回1失点
- 初奪三振：同上、7回表に安部理から

### 背番号
- 48 （1996年 - 2000年）